# Zdeněk Štybar
Zdeněk Štybar [ˈzdɛɲɛk ˈʃtɪbar] (* 11. Dezember 1985 in Stříbro) ist ein ehemaliger tschechischer Radrennfahrer in den Disziplinen Straßenradsport und Cyclocross. Im Cyclocross wurde er dreimal Weltmeister (2010, 2011 und 2014).

## Karriere
Als Junior war Zdeněk Štybar sowohl auf der Straße als auch im Cyclocross erfolgreich. In den Jahren 2002 und 2003 wurde er jeweils Dritter bei den Cyclocross-Weltmeisterschaften, ehe er zwei Etappen des Course de la Paix Juniors und einen Abschnitt der Tour du Pays de Vaud gewann.

### Cyclocross-Karriere beim Fidea Cycling Team
Als U23-Fahrer fokussierte er sich vermehrt auf den Cyclocross-Sport und wurde im Jahr 2005 erstmals tschechischer Meister in der Elite-Klasse, ehe er sich kurz darauf in St. Wendel zum U23-Weltmeister kürte. Ab der Saison 2005/2006 ging er für das belgische Fidea Cycling Team an den Start und wurde in Zeddam zum zweiten Mal Weltmeister der Klasse U23. Im Sommer bestritt er mit seinen Teamkollegen einige Straßenrennen und gewann jeweils eine Etappe der Volta a Lleida und Tour des Pyrénées. In seinem letzten U23-Jahr verpasste er als Vierter das Podium bei den Cyclocross-Weltmeisterschaften 2007.
In der Saison 2007/2008 gewann Štybar in Kalmthout die erste Station des UCI-Cyclocross-Weltcup in der Elite-Klasse. Nachdem er sich zum zweiten Mal den nationalen Titel gesichert hatte, musste er sich bei den Weltmeisterschaften in Treviso nur dem Niederländer Lars Boom geschlagen geben. In der Saison 2008/2009 siegte er in Diegem erstmals bei einem Rennen der Superprestige-Serie, holte seinen dritten tschechischen Meistertitel in der Eliteklasse und holte erneut Silber bei den Cyclocross-Weltmeisterschaften.

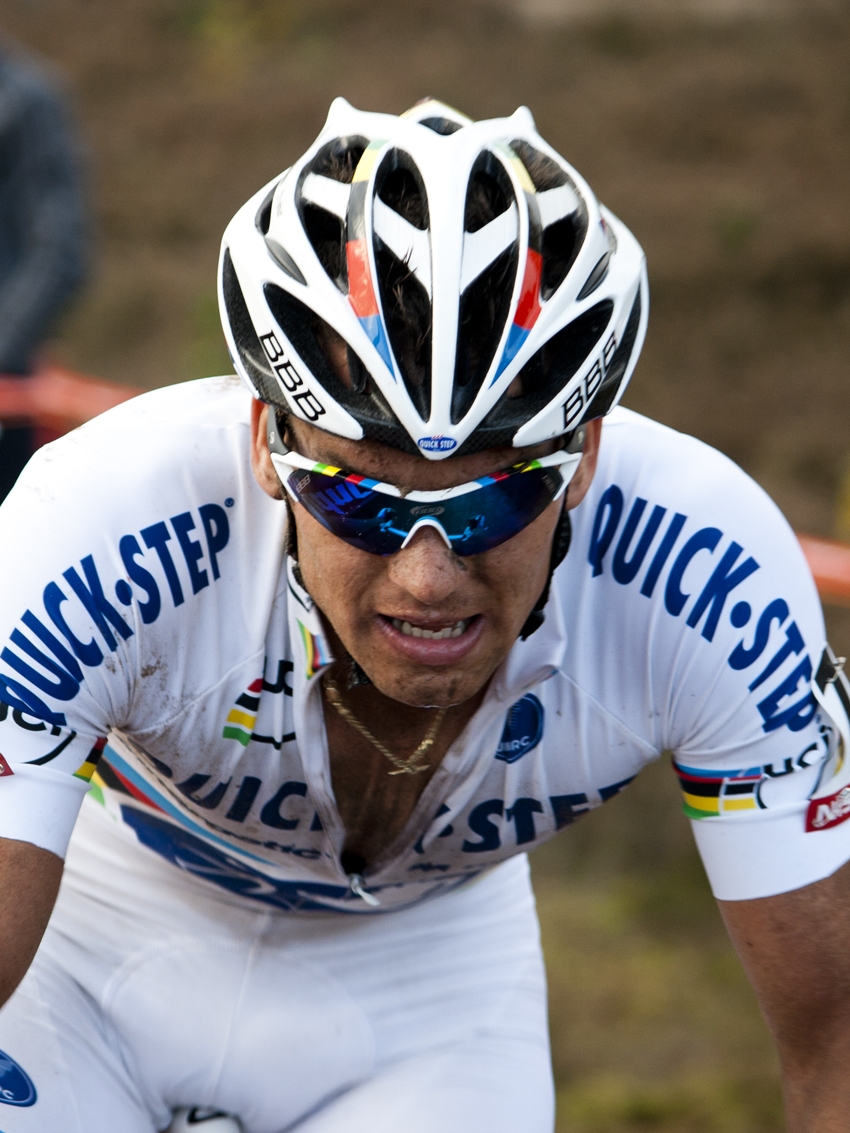
Zdeněk Štybar im Trikot des Cyclocross-Weltmeisters (2011)

Im Jahr 2010 wurde Zdenek Štybar in seiner Heimat in Tábor erstmals Cyclocross-Weltmeister. Zuvor hatte er drei Stationen des UCI-Cyclocross-Worldcups gewinnen können, bei dem er sich am Ende der Saison erstmals die Gesamtwertung sicherte. Weiters war Štybar in jener Saison auch bei zwei Bewerben der Superprestige-Serie erfolgreich. In der Saison 2010/2011 wiederholte er in St. Wendel seinen Triumph bei den Weltmeisterschaften, gewann zwei Stationen des UCI-Cyclocross-Worldcups und das Rennen von Zonhoven bei der Superprestige-Serie. Ab dem Jahr 2011 ging Zdenek Štybar für das Quickstep Cycling Team an den Start, das später unter verschiedenen Namen fuhr.

### Straßenkarriere beim Quickstep Cycling Team
Mit seinem Wechsel zum belgischen UCI WorldTeam Quickstep verlagerte sich der Fokus von Zdeněk Štybar vermehrt auf die Straße. In der Saison 2011/2012 bestritt er dennoch mehrere Cyclocross-Rennen im Regenbogentrikot und war bei einer Station des UCI-Cyclocross-Worldcups und zwei Bewerben der Superprestige-Serie erfolgreich. Auf der Straße gewann er in seiner zweiten Saison eine Etappe der Vier Tage von Dünkirchen, ehe er bei der Polen-Rundfahrt 2012 eine Etappe einer UCI WorldTour-Rundfahrt für sich entschied. Weiters gab er im Jahr 2012 sein Grand-Tour-Debüt im Rahmen der Vuelta a España, die er auf dem 76. Gesamtrang beendete.
In den Saisonen 2012/2013 und 2013/2014 ging Štybar nur noch bei wenigen Cyclocross-Rennen an den Start. Im Jahr 2013 gewann er seinen siebten und letzten tschechischen Meistertitel, ehe er sich im Jahr 2014 in Hoogerheide ein drittes Mal zum Cyclocross-Weltmeister krönte. In den nachfolgenden Saisonen absolvierte Zdenek Štybar nur noch vereinzelt Querfeldeinrennen und konzentrierte sich ausschließlich auf den Straßenradsport.
Im Jahr 2013 gelang Zdeněk Štybar auch auf der Straße der Durchbruch. Nachdem Paris–Roubaix als Sechster beendet hatte, gewann er zwei Etappen und die Gesamtwertung der Eneco Tour, die als Rundfahrt der UCI WorldTour der höchsten Rennserie im Straßenradsport angehörte. Bei der Vuelta a España 2013 setzte er sich gemeinsam mit dem Weltmeister Philippe Gilbert zehn Kilometer vor dem Ziel vom Hauptfeld ab und setzte sich im Anschluss im Sprint durch, womit er seine erste Grand Tour-Etappe gewann. Im Jahr 2014 wurde Štybar Siebter bei Mailand–Sanremo und Fünfter bei Paris–Roubaix, ehe er sich seinen ersten tschechischen Meistertitel auf der Straße sicherte. Weiters konnte er erneut eine Etappe der Eneco Tour gewinnen und zeigte mit seinem Sieg Binche–Chimay–Binche ein weiteres Mal seine Fähigkeiten bei Eintagesrennen auf.

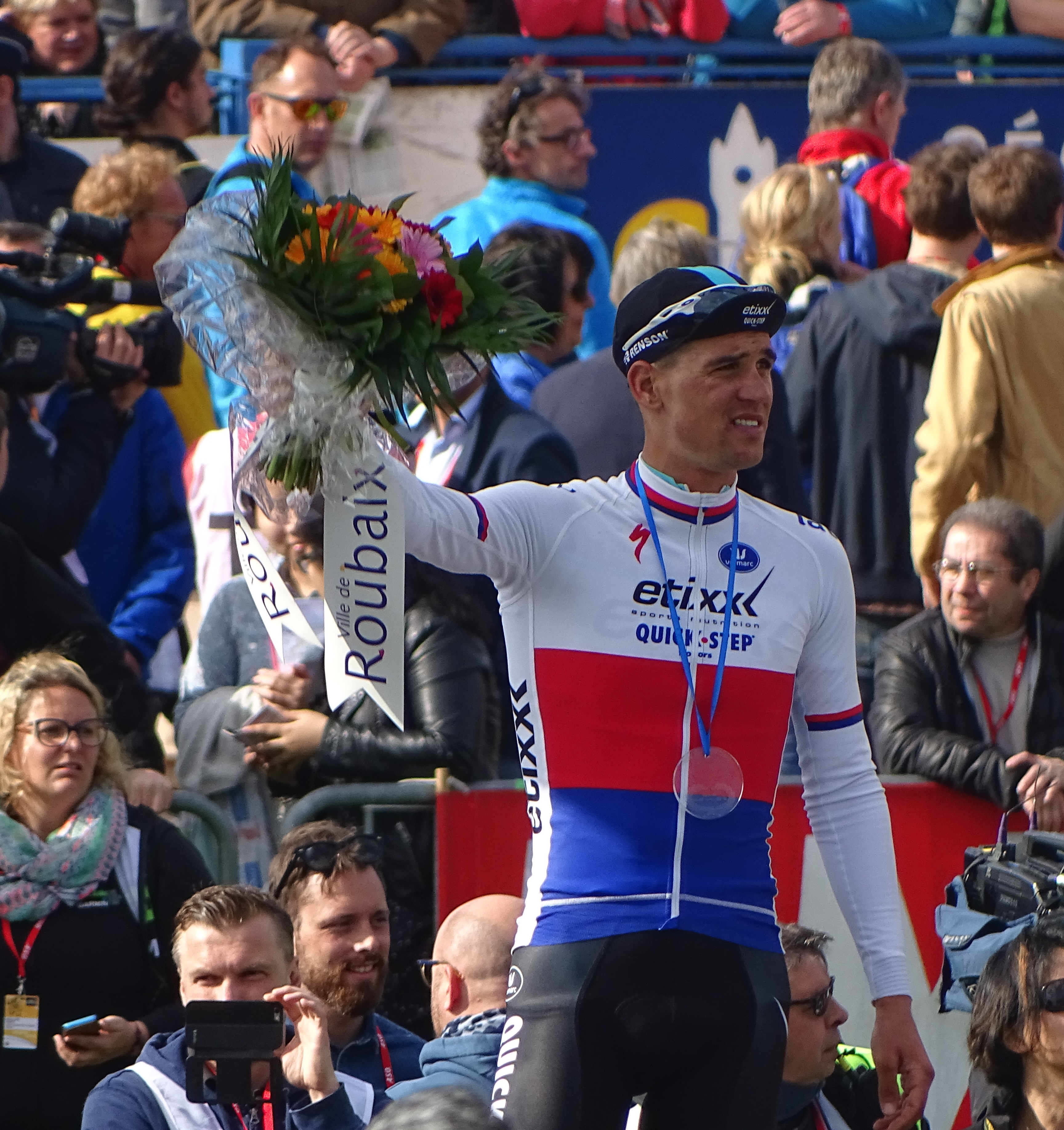
Zdeněk Štybar wird 2015 Zweiter bei Paris–Roubaix

Die erfolgreichste Saison von Štybar folgte im Jahr 2015. Bereits im Frühjahr konnte er mit der Strade Bianche eines der größten italienischen Eintagesrennen gewinnen. Nach Platz zwei beim E3 Harelbeke wurde er Siebter der Flandern-Rundfahrt, ehe er sich bei Paris–Roubaix im Sprint nur dem Deutschen John Degenkolb geschlagen geben musste. Im Juli ging er bei seiner ersten Tour de France an den Start und gewann die 6. Etappe, nachdem er sich auf dem letzten Kilometer vom Hauptfeld abgesetzt hatte. Nachdem er die Frankreich-Rundfahrt auf dem 103. Gesamtrang beendet hatte, nahm er mit der Czech Tour seine Heimrundfahrt in Angriff. Dort gewann er zwei Etappen und die Punktwertung, musste sich jedoch in der Gesamtwertung seinen Landsmännern Petr Vakoč und Jan Bárta geschlagen geben.

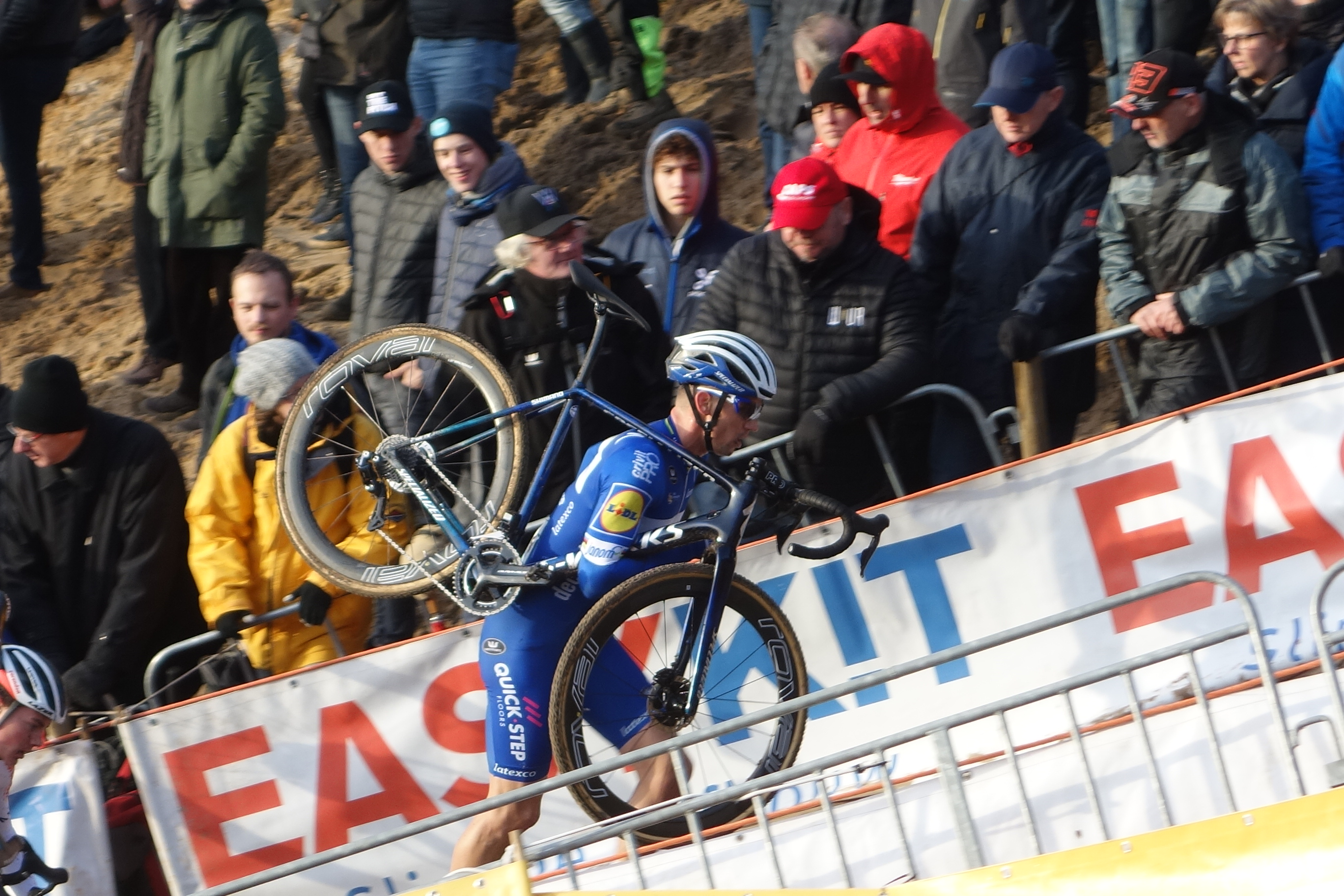
Zdeněk Štybar beim Cyclocross Rennen von Zonhoven (2019)

Im Jahr 2016 konnte Zdeněk Štybar nicht an seine Erfolge des Vorjahres anschließen. Zu Beginn der Saison musste er sich bei der Strade Bianche dem Schweizer Fabian Cancellara geschlagen geben, ehe er eine Etappe von Tirreno–Adriatico für sich entschied. Dies blieb sein einziger Saisonsieg. Bei den Olympischen Spielen von Rio de Janeiro ging er für die tschechische Nationalmannschaft an den Start, erreichte das Ziel jedoch nicht. Im Jahr 2017 stand Štybar erneut als Zweiter auf dem Podium von Paris–Roubaix, wobei er sich diesmal dem Belgier Greg Van Avermaet im Sprint geschlagen geben musste. Im Vorfeld der Tour de France wurde er ein zweites Mal tschechischer Meister im Straßenrennen. Nach einer sieglosen Saison, in der er einzig die Punktewertung der BinckBank Tour für sich entschied, gewann Zdeněk Štybar die anspruchsvolle Zielankunft der Algarve-Rundfahrt 2018 auf der Alto de Malhão. Im Anschluss triumphierte er beim Omloop Het Nieuwsblad und der E3 BinckBank Classic. Sein letztes Rennen gewann Štybar im Jahr 2020 im Rahmen der Vuelta a San Juan Internacional. In den Jahren 2019, 2020 und 2021 ging er jeweils bei der Vuelta a España an den Start, wobei er im Jahr 2019 mit dem 55. Gesamtrang seine beste Platzierung bei einer Grand Tour erzielte. Im Jahr 2022 ging er bei den ersten Gravel-Weltmeisterschaften an den Start und beendete diese auf dem achten Rang.

### Karriereende beim Team Jayco AlUla
Im Jahr 2023 wechselte Zdeněk Štybar zum australischen UCI WorldTeam Jayco AlUla. In seiner letzten Straßenrad-Saison bestritt er die größten Frühjahresklassiker, konnte jedoch kein Top-Resultat einfahren. Bei seinem letzten Straßenrennen, dem Sun Hung Kai Properties Hong Kong Cyclothon, belegte er den dritten Rang. Nachdem er sich in den vorangegangenen Jahren fast ausschließlich auf den Straßenradsport konzentriert hatte, ging er ab der Saison 2022/2023 erneut vermehrt bei Cyclocross-Rennen an den Start, wobei er die Weltmeisterschaften des Jahres 2024 in Tábor als letztes Ziel ausgab. Im Vorfeld seines letzten Rennens wurde er Dritter der tschechischen Cyclocross-Meisterschaften.

## Erfolge
| 2001/2002 Weltmeisterschaften (Junioren) 2002/2003 Weltmeisterschaften (Junioren) Tschechischer Meister (Junioren) 2004/2005 Weltmeister (U23) Europameisterschaften (U23) Tschechischer Meister 2005/2006 Weltmeister (U23) Europameisterschaften (U23) 2006/2007 Weltcup (U23) – Treviso 2007/2008 Weltmeisterschaften Tschechischer Meister Weltcup – Kalmthout 2008/2009 Weltmeisterschaften Tschechischer Meister Superprestige – Diegem GvA Trofee – Loenhout 2009/2010 Weltmeister Tschechischer Meister Weltcup – Gesamtwertung / Koksijde, Igorre, Roubaix Superprestige – Gesamtwertung / Hamme-Zogge, Vorselaar GvA Trofee – Hasselt 2010/2011 Weltmeister Tschechischer Meister Weltcup – Aigle, Pilsen Superprestige – Ruddervoorde, Zonhoven GvA Trofee – Namur 2011/2012 Tschechischer Meister Weltcup – Liévin Superprestige – Hamme-Zogge, Middelkerke 2012/2013 Tschechischer Meister 2013/2014 Weltmeister | 2010 - Prolog Slowakei-Rundfahrt 2012 - eine Etappe Quatre Jours de Dunkerque - eine Etappe Tour de Pologne 2013 - Mannschaftszeitfahren Tirreno–Adriatico - Gesamtwertung und zwei Etappen Eneco Tour - eine Etappe Vuelta a España 2014 - Tschechischer Meister – Straßenrennen - eine Etappe Eneco Tour - Binche–Chimay–Binche 2015 - Strade Bianche - eine Etappe Tour de France - eine Etappe und Mannschaftszeitfahren Czech Cycling Tour 2016 - eine Etappe Tirreno-Adriatico 2017 - Tschechischer Meister – Straßenrennen 2018 - Punktewertung BinckBank Tour 2019 - eine Etappe Algarve-Rundfahrt - Omloop Het Nieuwsblad - E3 Harelbeke 2020 - eine Etappe Vuelta a San Juan Internacional |

## Wichtige Platzierungen (Straße)
| Monument                 | 2012 | 2013 | 2014 | 2015 | 2016 | 2017 | 2018 | 2019 | 2020 | 2021 | 2022 | 2023 |
| ------------------------ | ---- | ---- | ---- | ---- | ---- | ---- | ---- | ---- | ---- | ---- | ---- | ---- |
| Mailand–Sanremo          | –    | 66   | 7    | 56   | 142  | –    | –    | 67   | 19   | 37   | 68   | 52   |
| Flandern-Rundfahrt       | –    | 36   | 18   | 9    | 8    | 67   | 10   | 36   | 73   | –    | 54   | 75   |
| Paris–Roubaix            | –    | 6    | 5    | 2    | 110  | 2    | 9    | 8    | –    | 26   | 45   | 79   |
| Lüttich–Bastogne–Lüttich | –    | –    | –    | 42   | –    | –    | –    | –    | –    | –    | –    | –    |
| Lombardei-Rundfahrt      | –    | –    | –    | DNF  | 67   | –    | –    | –    | –    | –    | –    | –    |

| Grand Tour            | 2012 | 2013 | 2014 | 2015 | 2016 | 2017 | 2018 | 2019 | 2020 | 2021 | 2022 | 2023 |
| --------------------- | ---- | ---- | ---- | ---- | ---- | ---- | ---- | ---- | ---- | ---- | ---- | ---- |
| Giro d’ItaliaGiro     | –    | –    | –    | –    | –    | –    | 80   | –    | –    | –    | –    | –    |
| Tour de FranceTour    | –    | –    | –    | 103  | –    | 102  | –    | –    | –    | –    | –    | –    |
| Vuelta a EspañaVuelta | 76   | DNF  | –    | –    | 63   | –    | –    | 55   | 102  | 133  | –    | –    |

## Ehrungen
Štybar wurde 2014 und 2015 Gewinner der jährlichen Umfrage zum Král cyklistiky (Radsportkönig) des Radsportverbandes Československý svaz cyklistiky.